# Jennifer Jackson
Pour les articles homonymes, voir Jackson.
Jennifer Jackson (née à Chicago le 6 février 1945) est un modèle de charme afro-américaine. Elle a posé pour le photographe Pompeo Posar comme playmate du magazine Playboy (Miss Mars 1965), en tant que première  femme noire dans ce rôle - un défi pour Playboy, à une époque où la ségrégation raciale est encore fortement ancrée dans les mœurs.
Originaire du South Side de Chicago, elle a une sœur jumelle prénommée Janis (ou Janice) et au total huit frères et sœurs. Elle a fait des études à la Emil G. Hirsch High School dont elle a été diplômée en 1963 (à 18 ans) puis fréquenta le Loop College (à présent connu comme Harold Washington College) et obtint son baccalauréat universitaire (bachelor's degree) et une maîtrise universitaire (master's degree) dans d'autres établissements d'enseignement.
Pour financer ses études, elle cherchait un emploi de secrétaire mais obtint celui de Bunny au club Playboy de Chicago, tout comme sa jumelle Janice, recommandée par elle. Elle posa comme mannequin pour diverses publicités ; elle apparut avec sa sœur dans le numéro d'août 1964 de Playboy pour un article intitulé The bunnies of Chicago puis elle accepta de poser comme Playmate, devenant à l'âge de 20 ans la première femme noire à apparaître dénudée dans les pages centrales de Playboy. C'est d'ailleurs uniquement sur le dépliant central qu'elle pose nue et dévoile sa poitrine ; sur les autres photos, principalement en noir et blanc, elle est souvent accompagnée de sa sœur jumelle Janice. Sa mère ne fit pas de commentaire, et son père fut tout heureux de recevoir une clef pour le club Playboy, où il ne se rendit d'ailleurs jamais. Jennifer a déclaré plus tard : « Vous savez, il m'a fallu du cran pour faire ça ».
Son cachet de Playmate lui permit de déménager à New York.
Elle y rencontra son premier mari ; ils eurent deux enfants, mais il finit par sombrer dans l'alcoolisme et elle le quitta, retournant à Chicago. Elle s'y remaria et eut un troisième enfant ; par la suite la famille partit s'installer à Seattle, son mari travaillant dans la finance, et elle-même comme assistance sociale. Elle a donc trois enfants et plusieurs petits enfants.
Jennifer Jackson ne doit pas être confondue avec Jennifer Lyn Jackson, Playmate du mois d'avril 1989.